# Priscus
Priscus, fra Panium i Thrakien, græsk sofist og historiker, levede i det 5. århundrede. Han ledsagede Maximin, som var ambassadør udsendt af Theodosius 2. til Attila i 448. I Marcians regeringstid (450–457) deltog han også i ekspeditioner til Arabien og Egypten. Priscus var forfatter af et historisk værk på 8 bøger (den Byzantinske Historie). Kun fragmenter af dette værk eksisterer den dag i dag, bevaret i Jordanes' Getica, men beskrivelsen af Attila og hans hof samt beretningen om modtagelsen af den romerske ambassadør er et værdifuldt stykke moderne historie.
Priscus' værker er usædvanligt upartiske og objektive
Tre samlinger af hans tilbageværende værker er:
- Ludwig Dindorf : Historici Graeci Minores (Leipzig, B.G. Teubner, 1870) (på græsk)
- C.D. Gordon : The Age of Attila: Fifth-century Byzantium and the Barbarians (Ann Arbor, University of Michigan Press, 1960) (på engelsk med fortolkning og kommentarer)
- Blockley, R.C.: The Fragmentary Classicising Historians of the Later Roman Empire, vol. II (ISBN 0-905205-15-4) (på engelsk – indeholder dele fra andre historikere, blandt andre Olympiodoros af Theben)

## Eksterne links
- Wikimedia Commons har flere filer relateret til Priscus
- Priscus ved Attila's hof Arkiveret 4. februar 2001 hos  Wayback Machine, engelsk oversættelse af J.B. Bury